# Goetheschule (Hannover)
Die Goetheschule ist ein Gymnasium im Stadtteil Herrenhausen von Hannover. Sie stellt seit 1955 die Nachfolger-Schule des aufgelösten Goethegymnasiums dar. Im Schuljahr 2014/2015 hatte die Schule ca. 1150 Schüler und 88 Lehrer. Die Schüler können die zwischen verschiedenen Zweigen wählen. Die Goetheschule ist Europaschule.

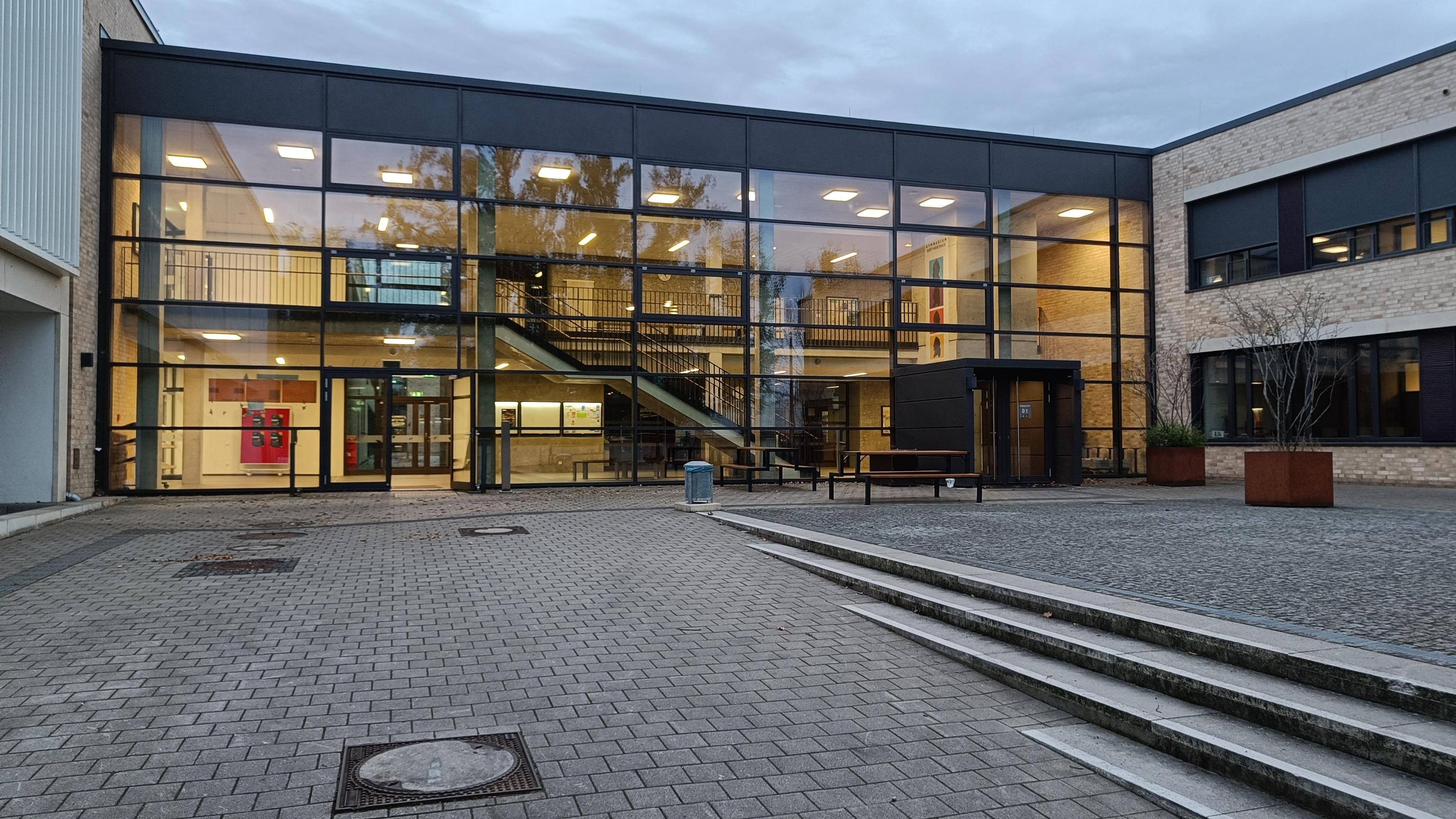
Eingang zum renovierten D-Trakt (2022)

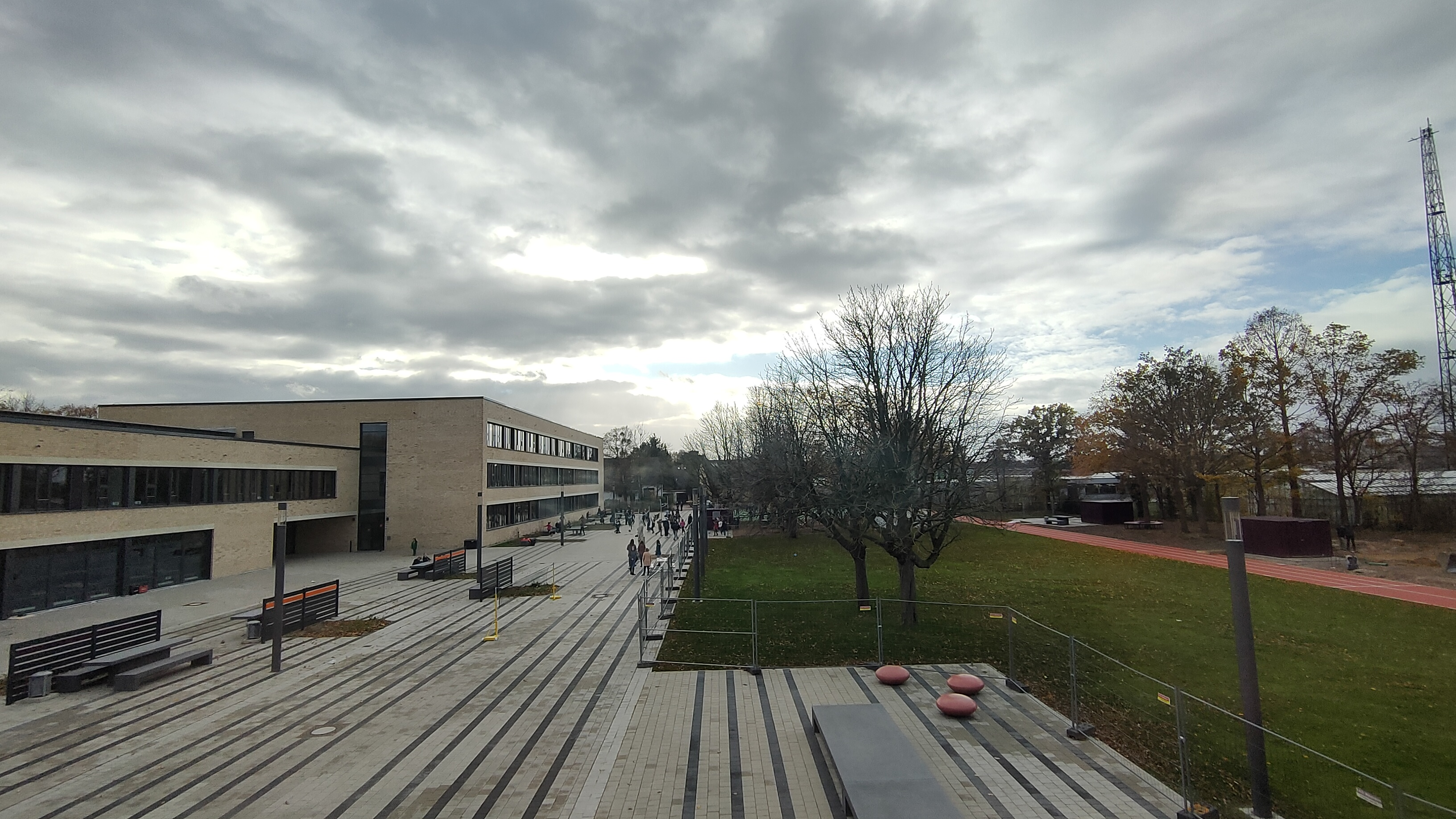
Blick auf den Schulhof 2020

Genau an der Grenze der Stadtteile Nordstadt und Herrenhausen, Franziusweg 43, befindet sich das Hauptgebäude mit den Jahrgängen fünf bis dreizehn. Seit der Abschaffung der Orientierungsstufe in Niedersachsen bis zum Schuljahr 2020/2021 hatte die Goetheschule eine Außenstelle am Herrenhäuser Marktplatz, An Mußmanns Haube 2, wo die Jahrgänge fünf bis sieben untergebracht waren (Lage:⊙). 

## Geschichte

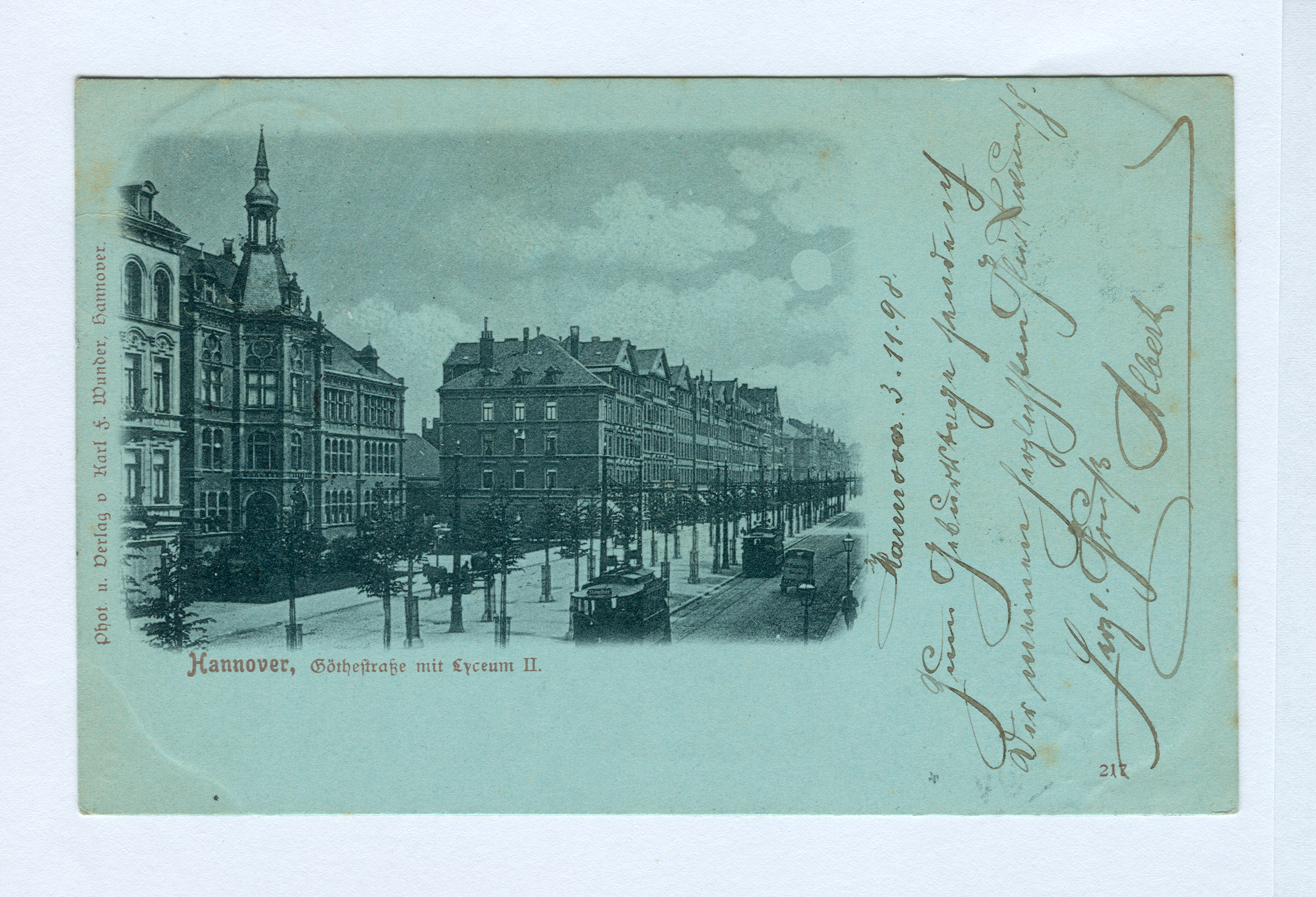
„Hannover, Göthestraße mit Lyceum II“; Mondscheinkarte mit dem ehemaligen Goethegymnasium;
Ansichtskarte Nummer 217 von Karl F. Wunder; reproduziert in der Festschrift zum 60sten Gründungsjubiläum der Goetheschule im Jahr 2015

Der Namensgeber der Schule ist Johann Wolfgang von Goethe.
Die Schule wurde 1955 gegründet. Erbaut wurde sie nach den Plänen der hannoverschen Architekten Harald Leonhardt. Die neue Schülerschaft bestand unter anderem aus ehemaligen Schülern der Helene-Lange-Schule, der Sophienschule und der Leibnizschule und umfasste insgesamt sieben Klassen der Jahrgangsstufen fünf bis sieben. Die Schule sah sich als Nachfolger des alten, 1945 aufgelösten Königlichen Goethegymnasiums (Lyzeum II).
Zur Zeit der Errichtung der Schule lautete der offizielle Name „Zweigstelle der Sophienschule“, inoffiziell „Oberschule Rumannstraße“. Durch eine Namensänderung wurde sie erst 1956 zur „Goetheschule“ (Oberschule für Jungen und Mädchen).
1955 war die Schule in einem Gebäude an der Rumannstraße 26A untergebracht, zog 1956 in das Gebäude der jetzigen Tellkampfschule, Altenbekener Damm 83, um. Am 8. Januar 1957 wurde der Schulbetrieb im Neubau an der Haltenhoffstraße, dem aktuellen Standort der Hauptstelle, fortgeführt. Zur Zeit des Einzugs lautete die Adresse „Rühlmannstraße 14“. Später wurde die Straße umbenannt, sodass die Adresse heute „Franziusweg 43“ lautet.
Als Logo der Schule dient seit 1996 ein Blatt des Ginkgo-Baumes. Der in Goethes West-östlichem Divan vorkommende Baum soll Gemeinsamkeit symbolisieren.
Die Goetheschule hat sich im September 2007 mit dem Goethe-Zitat: Wer nicht neugierig ist, erfährt nichts ein Schulmotto gegeben.
2021 wurde ein digital animiertes Logo erstellt.

## Pädagogisches Angebot
Seit Ende der 1970er Jahre betreibt die Schule einen freiwillig wählbaren Musikzweig mit erweiterten Anforderungen und Förderungen im Fach Musik, darunter das obligatorische Erlernen eines Orchesterinstruments. Zudem gibt es auch Klassen, deren Schwerpunkt in dem Bereich Theater-Kunst oder Naturwissenschaft-Informatik liegt.
Neben Französisch und Latein wird an der Schule Chinesisch als zweite Fremdsprache unterrichtet. Polnisch und Russisch können ab der Oberstufe gewählt werden. Auf Wunsch können Cambridge Certificates erworben werden. Weiterhin bestehen Hochbegabtenförderung und über 60 Arbeitsgemeinschaften.

## Partnerschulen und Austauschprogramme
Es finden regelmäßige internationale Austauschprogramme mit Schulen in Bristol (England), Gérardmer (Frankreich), Fort Smith (USA), Wrocław (Polen), Istanbul (Türkei) und Shanghai (China) statt.
Die Partnerschaft mit der Cotham School in Bristol, der britischen Partnerstadt des Schulstandorts Hannover, wurde 1995 initiiert und ist damit das älteste kontinuierliche Austauschprogramm an der Goetheschule. Es fanden vereinzelt Austausche mit russischen Schulen statt. Die Goetheschule ist Europaschule.

## Räumliche Situation
Das Gebäude wurde von dem beim Städtischen Hochbauamt beschäftigten Architekten Leonhardt entworfen und zwischenzeitlich erweitert. Ein neuer Trakt (D) ist entlang der Haltenhoffstraße auf der Fläche des ehemaligen Sportplatzes der Schule fertiggestellt und in den Betrieb integriert worden. Von 2017 bis 2020 wurde die Goetheschule im Bestand saniert und erweitert. Die Hauptstelle befand sich während der Umbauphase im Gebäude des Gymnasiums Limmer.
Der A-Trakt und der B-Trakt sowie die Aula wurden saniert und wesentlich erweitert, der C-Trakt wurde entfernt, eine neue Dreifeldsporthalle wurde an einen vergrößerten D-Trakt angebaut. Die Arbeiten sollten bis zum Sommer 2019 abgeschlossen werden, verzögerten sich allerdings mehrfach. Der Einzug der Schulgemeinschaft in das sanierte Gebäude erfolgte im August 2020 zum Schuljahr 2020/2021.

## Schulleiter
Die Quelle ist die Schulchronik der Goetheschule zum fünfzigsten Jubiläum und weitere Ergänzungen.
- Harald Caspers (Im Amt von 1955 bis 1972)
- Horst Meier-Wiedenbach (Im Amt von 1972 bis 1975)
- Hans-Jürgen Müller (Im Amt 1975, kommissarisch)
- Gerhard Unterberg (Im Amt von 1977 bis 1985)
- Adolf Zinke (Im Amt 1985, kommissarisch)
- Horst Homburg (Im Amt von 1986 bis 1993)
- Andreas Unger (Im Amt 1993, kommissarisch)
- Frauke Stiekel (Im Amt 1993, kommissarisch)
- Wilhelm Bredthauer (Im Amt von 1994 bis 2017)
- Michael Schneemann (Im Amt seit 2017)

## Ehemalige Schüler
- Dieter Zimmer (1939–2024), Fernsehreporter, Moderator und Schriftsteller
- Jutta Heine (* 1940), Gewinnerin der Silbermedaille im 200-Meter-Lauf bei den Olympischen Spielen in Rom
- Jörg Sennheiser (* 1944), Professor für Elektrotechnik und Unternehmer
- Uli Stein (1946–2020), Cartoonist
- Volker Finke (* 1948), Fußballtrainer
- Wolfgang Jüttner (* 1948), bis 2003 Niedersächsischer Umweltminister, bis 2010 Vorsitzender der SPD-Fraktion im Niedersächsischen Landtag
- Christian Schwochow (* 1978), Film und Theaterregisseur und Drehbuchautor
- Julia Willie Hamburg (* 1986), Politikerin (Bündnis 90/Die Grünen), Stellvertreterin des niedersächsischen Ministerpräsidenten, Kultusministerin
- Elnaaz Norouzi (* 1992), iranisch-deutsches Model und Schauspielerin in der indischen Filmindustrie

## Ehemalige Lehrer
- Anke von Seck (* 1966), ehemalige deutsche Kanutin – Olympiasiegerin